# Çitdibi, Konyaaltı
Çitdibi là một xã thuộc huyện Konyaaltı, tỉnh Antalya, Thổ Nhĩ Kỳ. Dân số thời điểm năm 2011 là 139 người.